# Infineon
Infineon (pełna nazwa Infineon Technologies AG) – jedno z największych niemieckich przedsiębiorstw, zajmujące się wytwarzaniem podzespołów elektronicznych. W kwietniu 1999 zostało wydzielone z koncernu Siemens, a w roku 2000 upublicznione na giełdzie we Frankfurcie.
Główne rynki, na których skupia się Infineon:
- Motoryzacja – produkcja mikrokontrolerów, półprzewodnikowych elementów mocy i czujniki do przemysłu motoryzacyjnego
- Zielona energia przemysłowa – tworzenie półprzewodnikowych elementów mocy i modułów do generowania, przesyłu i odbioru energii elektrycznej
- Systemy zasilania i czujników – produkcja systemów zarządzania energią elektryczną i aplikacjami wysokich częstotliwości takich jak systemy LED, zasilacze do serwerów
- Połączone Bezpieczne Systemy – tworzenie mikrokontrolerów do kart SIM, karty płatnicze, chipy do paszportów, dokumentów tożsamości i innych oficjalnych dokumentów